# Павловце (район Вранов-над-Топлёу)
Павловце (словац. Pavlovce) — деревня на востоке Словакии района Вранов-над-Топлёу Прешовского края.
Расположена в северо-восточной части горного массива Сланске Врхи в долине Павловского потока.
Впервые в письменных источниках упоминается в 1359 году.
Население — 758 человек, в том числе, 368 мужчин и 390 женщин (31 декабря 2011).

## Население
| Год:                | 1994 | 2004     | 2014    | 2024    |
| ------------------- | ---- | -------- | ------- | ------- |
| Количество человек: | 625  | 716      | 762     | 836     |
| Разница:            |      | +14,56 % | +6,42 % | +9,71 % |

### Статистические данные (2001)
Национальный состав:
- Словаки — 97,35 %
- Цыгане — 2,09 %
- Чехи — 0,14 %.

Конфессиональный состав:
- Католики — 63,04 %
- Греко-католики — 0,84 %
- Лютеране — 34,59 %